# Isola di Albarella
Die Isola di Albarella ist eine in der italienischen Region Venezien gelegene Insel. Sie liegt ca. 40 km südlich von Venedig nahe dem Podelta am Adriatischen Meer.

## Geografie
Die Insel Albarella gehört zur Gemeinde Rosolina in der Provinz Rovigo. Sie gehört zum venezianischen Teil des Naturpark des Podeltas und ist Teil der geschichtlichen Landschaft Polesine. Sie ist 5 km lang und 1,5 km breit. Die Fläche beträgt 5,28 km², auf der gemäß der Volkszählung von 2001 152 Menschen lebten. Sie ist durch die Ablagerungen entstanden, die der Po bei Hochwasser mit sich führt.

## Vegetation
Die Vegetation der Isola di Albarella gehört zur mediterranen Macchia. Dazu zählen die 150 Arten der ca. 2 Millionen Bäume, darunter die See-Kiefer (Pinus pinaster) und die namensgebende Silber-Pappel (Populus alba). Bevor die Insel mit Ferienhäusern bebaut und  größtenteils zum Erholungsort umfunktioniert wurde, diente sie zur Landwirtschaft und war mit Feldern zum Anbau verschiedener Getreidesorten besetzt.

## Infrastruktur
Die Isola di Albarella ist über einen Damm zu erreichen, der Zutritt ist jedoch lediglich autorisierten Personen erlaubt, da sie in Privatbesitz ist. Die Entwicklung zu einem Luxus-Erholungsort begann bereits in den 1960er Jahren.
Ein weiterer Ausbau mit Hotels, Restaurants, Sportanlagen sowie Ferienhäusern und Appartements erfolgte ab den 1990er Jahren, nachdem die Firmengruppe Marcegaglia die Insel gekauft hatte. Vor den 1960er Jahren diente die Insel neben dem Getreideanbau als Anlegestelle für Transportschiffe und andere Wasserfortbewegungsmittel.

## Bekannte Bewohner
- Felix Dvorak (* 1936), österreichischer Kabarettist, Schauspieler und Schriftsteller